# Nimorazol
Nimorazolul este un chimioterapic din clasa derivaților de nitroimidazol, fiind utilizat în tratamentul unor infecții protozoarice, în special cu Trichomonas vaginalis. Este investigat ca tratament potențial în cancerul de cap și de gât.